# Iglesia de Santo Domingo de Guzmán (Guadalajara de Buga)
La Iglesia de Santo Domingo de Guzmán es una iglesia católica colombiana localizada en Guadalajara de Buga (Valle del Cauca) bajo la advocación de Santo Domingo de Guzmán que pertenece a la jurisdicción eclesiástica de la Diócesis de Buga. Se encuentra localizada en una esquina, en el cruce de la Calle 6a. (Calle de Bolívar) con Carrera 13 (Calle del Comercio, de Santo Domingo o de Nariño), en la Zona 1 (Area Fundacional) del Centro Histórico de Buga.
Fue construida por los dominicos antes de la fundación de la ciudad (1573), siendo remodelada en 1592, proceso que culminó en 1616, sin embargo, como muchas edificaciones del poblado, cayó en el terremoto de 1766, razón por la cual debió ser reconstruida en 1797, con un estilo que fue modificado por don Enrique Figueroa en 1930, modificaciones que fueron llevadas a cabo en la ornamentación interior y la fachada.